# 维也纳城郊县

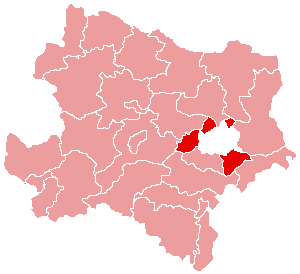
维也纳城郊县在下奥地利州的位置

维也纳城郊县（德語：Bezirk Wien-Umgebung）是奥地利下奥地利州所辖的一个旧县。总面积484.5平方公里，总人口101998，人口密度211人/平方公里（2001年）。行政中心位于克洛斯特新堡。2017年，该县份被撤销，其辖下市镇被划至图尔恩、科尔新堡、圣珀尔滕乡村和莱塔河畔布鲁克四县。

## 行政区域
维也纳城郊县曾辖有21个市镇。